# 方家胡同46号

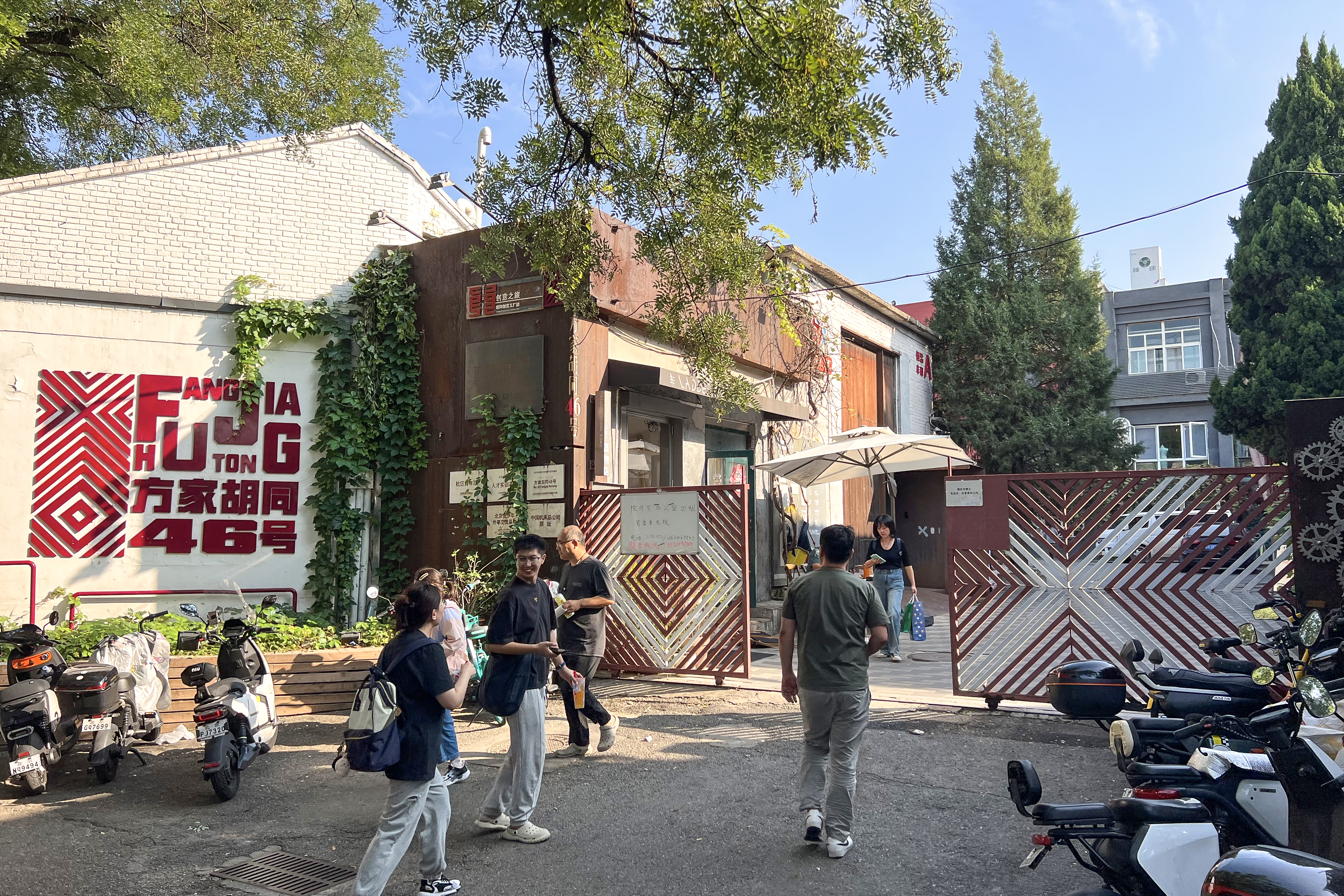
方家胡同46号院正门

方家胡同46号，位於北京市东城区安定门内大街方家胡同46号，是一个文化创意园区。

## 简介
方家胡同46号，在日本占领时期为铁工厂，抗日战争胜利後国民政府接管为官办第一机器厂，後为北平市企业公司机器厂、北平第六修械所。1949年6月，北平机器总厂将此处定为厂址，1950年8月更名为北京机器总厂。1953年北京机器总厂分成北京第一机床厂、北京第二机床厂，此处成为北京第一机床厂厂址，直到建国门外的新厂建成以后才迁走。此後这里是北京机床研究所的办公用房，中国机床总公司为房主。21世纪初，这里被闲置。
2008年，北京现代舞团总监张长城将这里租用并改建为LOFT艺术空间。最大的车间被用做北京现代舞团的排练厅。2012年，张长城退出，这里转手给某电影制作公司。
先后入驻该园区的机构有：
- 46号剧场：隶属于聚敞现代艺术中心，由建筑师柯卫设计，分为东、西两座建筑。位于F座的“红方剧场”是大剧场，占地面积大约700平方米，由高10米、长31米、宽18米的结构体组成。位于B座的“黑方剧场”由内外结构空间组成，占地面积大约340平方米，由高8.5米、长19.5米、宽17.6米的结构体组成，外厅是实验剧场及综合排练厅，内厅是“聚一空间艺术画廊”，占地面积约42平方米，层高2.8米。[2]
- 北京文化遗产保护中心：2008年入驻。[1]
- 埃蒙小镇：2008年入驻，是一家餐厅。[1]
- 猜火车电影餐厅·文化沙龙：2009年入驻。猜火车得名于英国导演丹尼·博伊尔的电影《Trainspotting》。自2003年起，猜火车为北京最知名的非院线电影放映场所，当时在北京四环路外的望京新城。2009年猜火车入驻46号，所在处是原机床厂的冷藏室，位於院子正中。2010年、2011年两届北京新青年影像年度展在猜火车举办。猜火车每周前六天仅做餐厅，周日放映免费电影。[3]
- 晓雪家：2011年入驻，是一家茶社。[3]

## 整治
2017年以來，安定門街道開始整治胡同，協同清華同衡規劃設計研究院、中國城市規劃設計研究院、北京市古建所等，對街區改造重新開展研究設計。中間負責規劃公司有向商戶等徵求改造意見，但最後並無採納，改造結果是每條胡同效果為一樣的青瓦青牆，有商戶稱之為整齊的實驗室。行動以整治舖頭「開牆打洞」而為人所知，2017年7月起，文创园內店舖陸續被當局封門，生意趨於慘淡，大部分店舖被迫關門。但数年后院内仍有新店铺开设。